# 米基·庫恩
小西奥多·马修·迈克尔·库恩（英語：Theodore Matthew Michael Kuhn Jr.，1932年9月21日—2022年11月20日），美國男演員，童星出道，活跃于20世纪30年代至50年代初好莱坞黄金时代的银幕上，因在《乱世佳人》（1939年）中扮演博·威尔克斯而闻名。
库恩还出演过《锦綉山河》（1939）、《布鲁克林有棵树》（1945）、《奇爱疑雲》（1946）、《红河》（1948）、《折箭為盟》（1950）和《欲望号街车》（1951）。

## 生平

### 童星时期
库恩于1932年9月21日出生于伊利诺伊州的沃基根，父母分别为老西奥多·马修·迈克尔·库恩和珀尔·伯纳黛特（本姓希克斯），另有一个比他大十二岁的姐姐伯纳黛特。1934年，受大萧条影响，库恩全家搬到了洛杉矶。库恩在1934年的电影《变心》中扮演一名幼童，当时一名女子在圣莫尼卡看到他和母亲在一起，并告知其母亲福克斯电影公司的选角电话，表示库恩和可以和这位女子的孩子扮演双胞胎。库恩的父母为他报名了马肯学校的儿童表演班，库恩在表演班里与演员兄弟达里尔和德维恩·希克曼成为了朋友。
库恩认为《锦绣山河》（1939年）是他的“重大突破”，他被从50多个孩子中选中出演该电影。之后他被选中出演《乱世佳人》中的博·威尔克斯一角，据他回忆，在试镜时，接待员告诉他对方一直在等他，并立即对外宣布这个角色已经有人扮演。其后库恩又在1948年的《红河》（饰演約翰·韋恩剧中角色的养子），以及在1950年出演由詹姆斯·史都華主演的《折箭為盟》。
1951年，庫恩和费雯·丽在時隔十二年後于电影《欲望号街车》中再次合作（兩人第一次合作的影片為《亂世佳人》），库恩扮演一名水手，於电影一开始就把费雯·丽饰演的布兰奇帶到了到正确的街车上，之後布蘭奇乘坐這輛街車到達了姐姐的邻居家裡。庫恩成为唯一一位在费雯·丽的每一部奧斯卡金像獎獲奖影片之中都曾與她同台演出的演员。2020年7月26日，奥利维亚·德哈维兰爵士去世，庫恩成为該影片最后一位在世演员。

### 海軍時期
库恩从1951年到1955年在美国海军服役，在飞机上擔任电工。

### 停止表演之后
结束海军服役后，库恩试图重返演艺圈，短暂地出现在电视剧系列《希区柯克剧场》中，但他觉得仅仅扮演电视角色对他没有吸引力。1956年，库恩离开电影行业并进入大学就读，1965年至1995年 于美国航空公司工作，并在波士顿机场担任行政职务直到退休，他并经常参加电影节以展示自己的电影 。
库恩有五次婚姻，与第一任妻子让·玛丽·汉尼克的由1956年持续到1962年，二人育有两个孩子，其中包括儿子西奥多·马修·迈克尔三世。后来他又先后与香农·法农、罗莎·内格莱特和尤兰达·波本结婚，但均以离婚告终。他的最后一任妻子名叫芭芭拉·特雷西，是他在美国航空的同事，于1985年与他结婚。

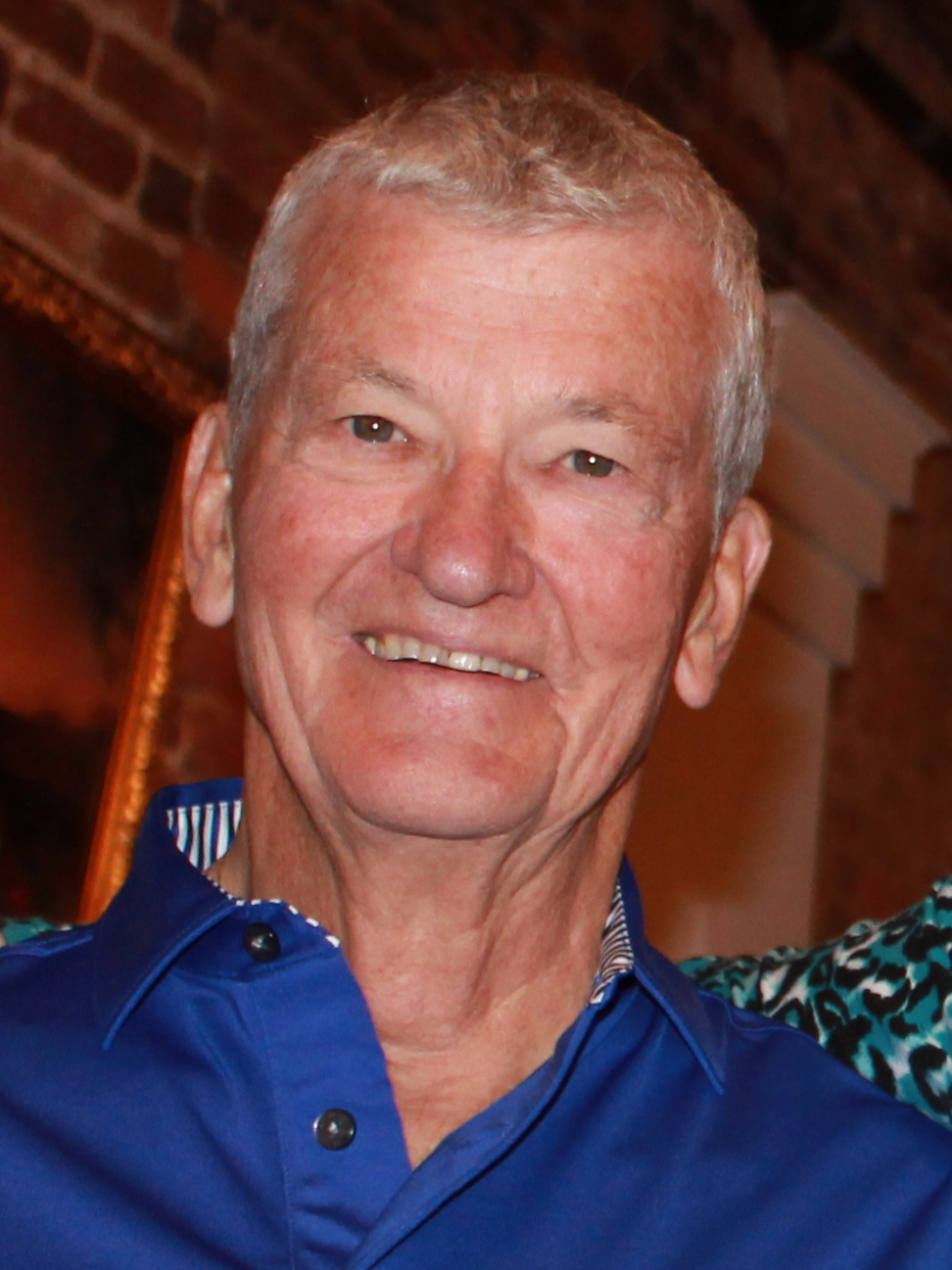
2013年的库恩

### 逝世
库恩曾长期居住在佛罗里达州的那不勒斯，在当地的一个医院每周从事四个小时的志愿者工作。2022年11月20日，库恩在那不勒斯的一个临终医院内逝世，享年90岁。

## 奖项
2005年，库恩获得一项金靴奖，以表彰他对西部片做出的重大贡献。

## 影视作品
| 年份 | 名称                  | 角色                                 | 来源   |
| ---- | --------------------- | ------------------------------------ | ------ |
| 1934 | 变心                  | 婴儿（首部电影）                     | [ 3 ]  |
| 1937 | A Doctor's Diary      | 医院男孩                             | [ 5 ]  |
| 1939 | 贼中之王              | 年轻男孩                             | [ 4 ]  |
| 1939 | 锦绣山河              | 阿古斯汀·德·伊图尔维德·格林          | [ 12 ] |
| 1939 | S.O.S 大海啸          | 巴迪·香农                            | [ 12 ] |
| 1939 | 假如明天来临          | 男孩                                 | [ 12 ] |
| 1939 | Bad Little Angel      | 鲍比·克赖顿（5岁时，未出现在演员表） | [ 12 ] |
| 1939 | 乱世佳人              | 博·威尔克斯                          | [ 12 ] |
| 1940 | I Want a Divorce      | 小大卫·霍兰德                        | [ 12 ] |
| 1940 | Slightly Tempted      | 男孩（未出现在演员表）               | [ 12 ] |
| 1941 | 踏入天堂              | 男孩（未出现在演员表）               | [ 12 ] |
| 1944 | Beneath Western Skies | 泰迪（未出现在演员表）               | [ 12 ] |
| 1945 | 伟大的女性            | 约翰                                 | [ 12 ] |
| 1945 | 长春数                | 男孩                                 | [ 12 ] |
| 1945 | 我们之间的爱情        | 男孩                                 | [ 12 ] |
| 1945 | 疤面大盗              | 尤尼奥尔                             | [ 12 ] |
| 1946 | Roaring Rangers       | 拉里·康纳                            | [ 12 ] |
| 1946 | 奇愛疑雲              | 青年沃尔特                           | [ 12 ] |
| 1946 | 乱世情鸳              | 幼年山姆                             | [ 12 ] |
| 1946 | The Return of Rusty   | 马蒂·康纳斯                          | [ 12 ] |
| 1946 | 春闺三凤              | 农场男孩                             | [ 12 ] |
| 1947 | High Conquest         | 小彼得·奥伯瓦尔德                    | [ 12 ] |
| 1947 | 神奇小镇              | 汉克·尼克尔比                        | [ 12 ] |
| 1948 | 红河                  | 青年马特                             | [ 13 ] |
| 1949 | Scene of the Crime    | 小埃德·莫尼根                        | [ 12 ] |
| 1950 | 折箭为盟              | 鲍勃·斯莱德（未出现在演员表）        | [ 14 ] |
| 1951 | 糊涂球太子            | 学生（未出现在演员表）               | [ 12 ] |
| 1951 | 欲望号街车            | 水手                                 | [ 12 ] |
| 1951 | On the Loose          | 鲍勃·万斯                            | [ 15 ] |
| 1955 | 最后的前线            | 卢克                                 | [ 12 ] |
| 1956 | 全速返航              | 水兵（影片末尾出现）                 | [ 12 ] |
| 1956 | 希区柯克剧场          | 贝尔霍普/埃勒比                      | [ 13 ] |